# Christophe Impens
Christophe Impens, född 9 december 1969, är en friidrottare från Belgien. Han deltog vid olympiska sommarspelen 1996.